# Покрајинско-сталешка учитељска семинарија
Покрајинско-сталешка учитељска семинарија у Будишину (глсрп. Krajnostawski wučerski seminar) била је школска установа која је припремала лужичкосрпске учитеље Горње Лужице.
Основана је у Будишину (сада Бауцен) 1817. године. До 1851. године на семинарији су студирали евангелисти и католици. До 1830. године постојала је шема према којој од десет стипендија четири су додељене Лужичким Србима (тројици евангелиста и једном католику). Касније су стипендије расподељене без обзира на националност и религију, само на основу „интелектуалног достојанства”. Од 1834. до 1840. године семинаристи су студирали на матерњем језику код лужичкосрпског евангелистичког пастора Х. Лубјенског. Године 1849. место Лубјенског је заузео Ј. А. Смолер, 1858. године — К. А. Фидлер. После 1840. године семинаристи су основали лужичкосрпско студентско друштво да наставе школовање на лужичкосрпском језику. Многи семинаристи постали су припадници лужичкосрпског националног покрета.
Године 1836. је основана препарандија за припремање лужичкосрпских дечака. До 1846. године 55 сиромашних Лужичких Срба добило је материјалну подршку од министарства културе Саксоније, због чега је удео примљених лужичкосрпских абитуријената порастао на преко 40%. Од 1817. до 1851. године семинарију у Будишину је посетило 15 Лужичких Срба — католика. Године 1851. католички бискуп добио је дозволу од министарства да створи сопствену — Католичку учитељску семинарију у Будишину.

## Спољашне везе
- Das Landständische Lehrerseminar zu Bautzen (1867) у библиотеци